# Marc Schölermann
Pour les articles homonymes, voir Schölermann.
Marc Schölermann, né le 14 octobre 1971  à Hanovre (Basse-Saxe), est un producteur de cinéma, scénariste et réalisateur allemand.

## Filmographie

### Comme réalisateur
- 2008 : Pathology